# Józef Torosiewicz

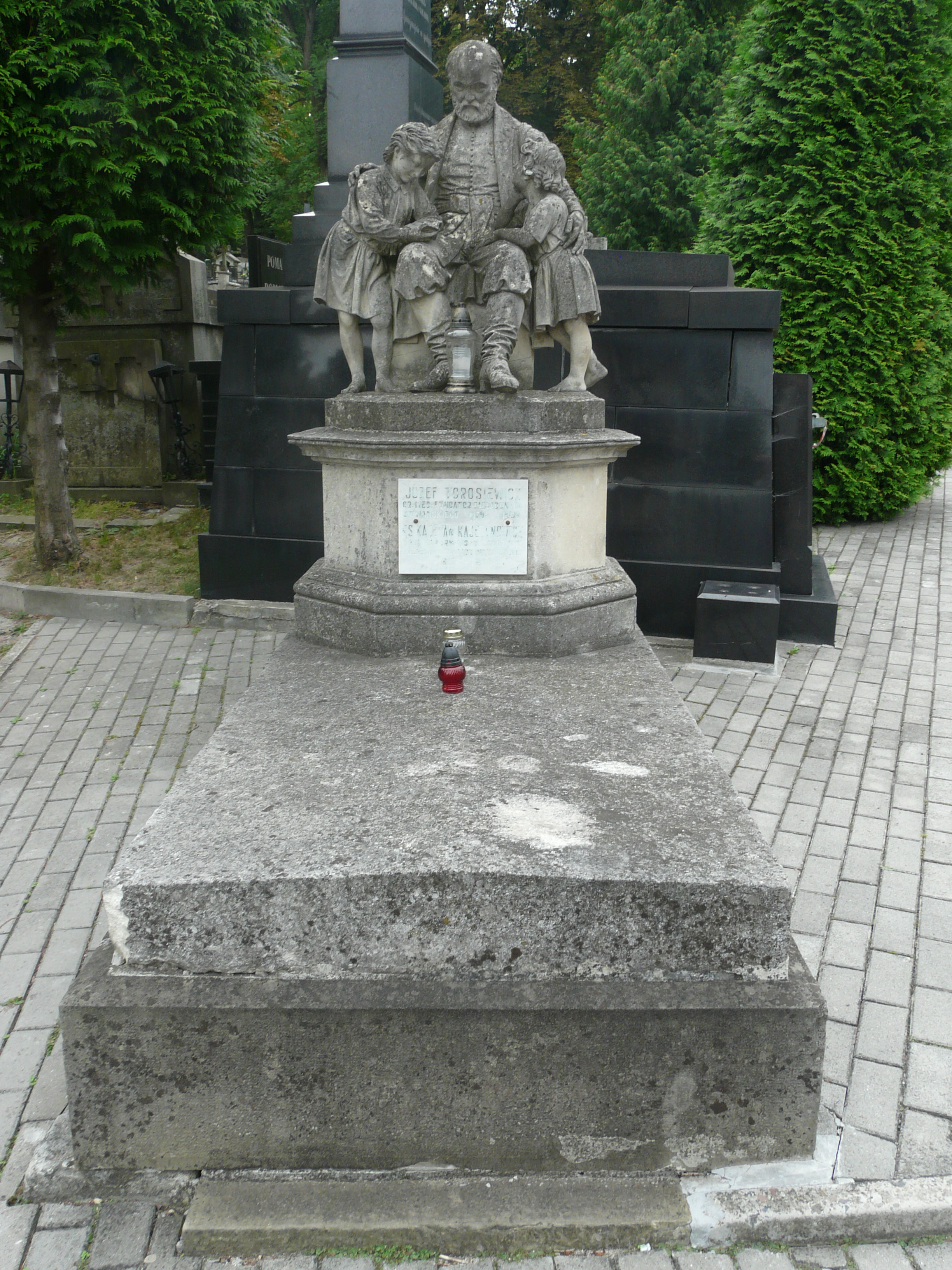
Grób Torosiewicza i Kajetanowicza

Józef Torosiewicz (ur. 1784 we Lwowie, zm. 1869 we Lwowie) – polski lekarz pochodzenia ormiańskiego; doktor medycyny, działacz społeczny, filantrop.
W 1865 ufundował we Lwowie własnym sumptem Bursę Ormiańska dla chłopców ormiańskich zwaną później Zakładem Naukowym im. dr Józefa Torosiewicza. Oprócz znacznej jak na owe czasy kwoty pieniężnej Torosiewicz zakupił również pod siedzibę bursy kamienicę od ormiańskiej rodziny Krzysztofa i Katarzyny Barączów przy ulicy Skarbkowskiej 21. Zakład wychowawczy stanowił mieszkanie dla dzieci obrządku ormiańskokatolickiego w wieku od 7 do 18 lat, zapewniając im bezpłatne utrzymanie i wykształcenie. Kierownictwo Zakładu Torosiewicz powierzył kapitule ormiańskiej we Lwowie, powołał przy tym kuratorów świeckich wywodzących się z ormiańskich rodzin a kolejnymi dyrektorami uczynił księży ormiańskich. Pierwszym dyrektorem, i jednocześnie najbardziej zasłużonym dla Zakładu, został ks. Kajetan Kajetanowicz, który nim kierował przez 35 lat. W 1882 bursa skupiała w swoich murach prawie 50 chłopców, nie tylko obrządku ormiańskiego. Następcą Kajetana został pochodzący z Kut zasłużony infułat Bogdan Dawidowicz. Pieniądze na utrzymanie Zakładu oprócz dużego funduszu przeznaczonego przez Torosiewicza pochodziły także ze stypendiów fundowanych przez liczne rodziny ormiańskie i polskie, oraz z organizacji akcji m.in. słynnych karnawałowych balów ormiańskich, które stały się trwałym elementem życia towarzyskiego Lwowa, a z których dochód w całości przekazywano na bursę. Zakład opieką otaczali także sami arcybiskupi lwowscy obrządku ormiańskiego Izaak Mikołaj Isakowicz i Józef Teodorowicz.
Józef Torosiewicz zmarł we Lwowie i został pochowany na miejscowym cmentarzu Łyczakowskim. Jego nagrobek, dłuta Edmunda Jaskólskiego, jest jednym z najpiękniejszych na Łyczakowie zlokalizowanym przy głównej alei cmentarza. Przedstawia mężczyznę w podeszłym wieku o twarzy wyrazistej i łagodnych rysach, w stroju polskim, do którego tuli się dwoje dzieci-sierot, w koszulach i bosych. Jedno dziecko spogląda na otwartą książeczkę, a drugie wpatruje się w oblicze starca. W grobie obok Torosiewicza spoczywa także ks. Kajetan Kajetanowicz (1817-1900) infułat, współzałożyciel i kierownik Zakładu.